# 피아노 소나타 3번 (프로코피예프)
세르게이 프로코피예프 피아노 소나타 3번 A단조 Op. 28(1917)은 1907년의 스케치를 사용하여 피아노 독주를 위해 작곡 된 소나타이다. 프로코피예프는 1918년 4월 15일 상트페테르부르크에서 음악원 후원으로 일주일간 열리는 그의 음악 축제에서 이 초연을 했다.
그의 창작 생활 초기에 프로코피예프는 피아노를 위한 매우 개인적인 글쓰기 방법을 개발했다. 초기 작품과 후기 작품의 피아노 질감의 차이는 뚜렷하지만, 그의 피아노 문헌 주요 특성은 전체적으로 알아볼 수 있다. 프로코피예프는 이 작품을 1917년에 작곡했는데, 같은 해에 그의 4번째 소나타이다. 이 두 소나타 모두 "오래된 공책에서"라는 부제를 가지고 있다. 이 소나타는 그가 십대 때 작곡한 작품에서 파생된다. 1907년 6월 26일 먀콥스키에게 보낸 편지에서 프로코피예프는 "예쁘고, 흥미롭고, 실용적인 하나의 악장으로... 남아있을 것이다." 이 소나타는 프로코피예프가 19세기 러시아와 20세기 특성을 혼합하여 사용하는 소나타 형식으로 대부분의 전통적인 부분을 드러낸다.

이 세 번째 소나타는 1912년의 두 번째 소나타와 함께 이전의 유머러스한 스타일에서 분명히 벗어났다. 정력적이고 거장 있는 3번째 소나타 이후, 그의 4번째 소나타와 그 뒤를 잇는 곡들은 그의 3번째 소나타 스타일에서 분명히 벗어났다. 이후 그는 극도로 서정적이고 내향적인 곡들을 작곡할 것이다.

## 세부악장
Allegro tempestoso – Moderato – Allegro tempestoso – Moderato – Più lento – Più animato – Allegro I – Poco più mosso

## 음악 형식
소나타는 그의 피아노 소나타 중 가장 짧고 소나타 형식의 단일 악장으로 약 7-8분 동안 지속되지만 프로코피예프가 피아노를 위해 작곡한 곡 중 가장 기술적으로 까다로운 곡 중 하나이다. 이 작품은 첫 번째 및 두 번째 마디 전체에 대해 폭발적인 E 장조 코드로 시작하고 다음 몇 마디에 대해 토카타 같은 멜로디로 들어간다. 이것은 그 후에 약간의 변형으로 다시 반복되며 두 마디에 대한 강장 준비가 첫 번째 주제로 이어진다. 첫 번째 주제는 오른손의 뛰는 선율과 꽤 알아볼 수 있는 하모니로 구성되어 있다. 첫 번째 주제는 주로 첫 번째 주제가 끝날 때 약간의 역동적인 변동과 함께 장난스럽고 부드러운 성격이다. 그것은 작품의 끝 부분에서 다시 발생하는 몇 가지 동기를 포함한다.
두 번째 주제는 일반적인 3악장 소나타 주기 의 두 번째 악장과 유사하며 느리고 서정적인 선율은 상대 장조로 시작하여 같은 선율로 반복되지만 A 단조에서는 하모니가 있다. 느린 주제 역시 왼손의 도약하는 하모니로 구성되어 있으며, 주제는 C장조의 약간의 진행을 거쳐 C장조로 끝난다.
전개와 같은 세 번째 주제는 같은 리드미컬한 동기가 두 손을 번갈아 가며 전개되는 D단조의 행진곡 선율과 함께 폭발적인 포르티시모 반음계 하모니로 시작된다. 그 후 저음에 2/3가 포함된 FEDF 음표를 기반으로 한 빠른 음계가 나온다. 그런 다음 완벽한 5도를 반복한 다음 상단 음역에서 오른손으로 빠르게 반복되는 C로 진행한다. 그 다음은 멜로디나 코드 진행을 암시하는 일련의 아르페지오이며, 두 번째 주제에서 나오는 서정적인 멜로디로 진행된다.
클라이막스는 몇 마디 후에 조옮김되는 몇 개의 도약 코드로 시작된다. fff 로 표시된 클라이맥스에서 C 장조에 대한 초음속 7화음의 빠른 아르페지오로 시작 하여 오른손의 C 페달 톤 과 초 단위의 후속 조옮김을 따른다. 그것은 폭발적인 포르티시모 클러스터와 같은 코드인 EFABDE(오른손)와 베이스에 E로 끝난 다음 낮은 옥타브의 유사한 코드인 EGBD(왼손), FABDE(오른손)로 주제를 닫는다.
다음 주제와 마지막 주제는 이전 화음에서 묶인 E로 시작하고 첫 번째 주제 의 피아노 부분에서 나오는 분리된 3중 8분음표로 표시된 피아니시모로 시작한다. 이 섹션의 독창성은 첫 번째 주제를 직접 생략하고 두 번째 주제를 거의 알아볼 수 없는 방식으로 사용하는 데 있다. 그 다음은 많은 동적 변동이 있는 코다 같은 테마이다. 마지막 페이지에는 A단조의 크고 행진곡 같은 주제가 나오고 토닉 두 번째 반전 화음에서 아르페지오와 화음으로 진행된다. pp subito 로 표시된 매우 조용한 C 장조 아르페지오와 함께 제공되며 그 다음 작품을 끝내는 시끄러운 엔딩 테마와 함께 제공된다. ff A 마이너 코드로 끝난다.